# Nephrolepis davallioides
Nephrolepis davallioides är en spjutbräkenväxtart som först beskrevs av Olof Peter Swartz, och fick sitt nu gällande namn av Kze. Nephrolepis davallioides ingår i släktet Nephrolepis och familjen Nephrolepidaceae. Inga underarter finns listade.